# Susi Berger
Susi Berger-Wyss, nata Susanna Ottilia Franziska Wyss (Lucerna, 30 marzo 1938 – Berna, 2 aprile 2019), è stata una designer e artigiana svizzera. È stata sposata con Ueli Berger. La coppia di artisti e designer è nota come Susi e Ueli Berger.

## Biografia
Susi Berger-Wyss nasce il 30 marzo 1938, figlia di Alice Wyss-Halter, un’insegnante di lingue, e di Hans Wyss, un commerciante interessato all’arte, alla musica, all’architettura e alla fotografia. Nata a Lucerna, cresce a Berna con il fratello Hansjörg (*1935) e la sorella Hedi (*1940), dove frequenta il ginnasio. Nel 1958 conclude il suo apprendistato di grafica da Walter Ottiger e Ernst Jordi ottengono così il diploma federale. Allo stesso tempo prende lezioni di canto classico e si esibisce regolarmente in serate canore. Nello stesso anno conosce Ueli Berger alla Kunstgewerbeschule di Berna.
È stata attiva come designer grafica freelance per tutta la vita. Dal 1958 al 1962 - dopo l’apprendistato - lavora per l’agenzia pubblicitaria Dansmeier (poi Young & Rubicam). Nel 1962 viene accettata nell’Unione svizzera dei grafici. Come grafica freelance concepisce identità aziendali per diverse gallerie d'arte, progetta manifesti espositivi e collabora con studi di architettura nei settori della colorazione, della scelta dei materiali e dell'information design per edifici pubblici (come per esempio per la posta di Olten e Soletta o per i centri di formazione professionale di Grenchen e Olten).
Inoltre, Susi Berger ha progettato gioielli, tessuti e ceramiche e - in un secondo momento - si è occupata anche di fotografia.
Nel corso della sua carriera Susi Berger è stata membro di varie giurie e gruppi di esperti. Negli anni Settanta è stata membro della giuria di cartellonistica svizzera e fino agli anni Novanta è stata - insieme a Ueli Berger - esperta nella valutazione dei lavori di diploma della classe di arte libera della Scuola di design di Berna. Nel 2004 ha fatto parte della giuria del Bärenpark di Berna.

## Vita e collaborazione con Ueli Berger
Ueli e Susi Berger si conoscono alla Kunstgewerbeschule a Berna e si sposano nel 1962. La coppia ha due figlie e un figlio: Regine (*1963), Babette (*1964) e Sebastian (*1967).
Parallelamente ai rispettivi progetti d’arte e di design individuali, Ueli e Susi Berger hanno sviluppato progetti insieme per tutta la durata della loro relazione. Le loro collaborazioni sono multidisciplinari e comprendono design, arte, grafica, interventi artistici nell’architettura, arte in spazi pubblici e artigianato. L’esatto inizio della collaborazione tra i due è difficile da individuare. Tuttavia, è chiaro che il loro rapporto è stato caratterizzato da un vivace scambio di idee sin dagli inizi. Ciò ha portato a una stretta e prolifica collaborazione nella progettazione di mobili a partire dai primi anni Sessanta e a interventi artistici nello spazio pubblico a partire dagli anni Settanta.
La loro collaborazione ha portato alla progettazione e alla produzione di un design oggi considerato iconico, in particolare nel campo del design di mobili.

## Opere (selezione)
- 1967 Soft Chair, Victoria-Werke AG, Baar; Susi e Ueli Berger
- 1968 Multi-Soft, Victoria-Werke AG, Baar; Susi e Ueli Berger
- 1970 Wolkenlampe, Distribuzione da parte di Wohnbedarf Basel dal 2002; Susi e Ueli Berger
- 1972 5-Minuten-Stuhl, Pezzi unici; Susi e Ueli Berger
- 1977 Reaktionstisch, Serie limitata, Röthlisberger, Gümligen BE; Susi e Ueli Berger
- 1981 Kung-Fu, Röthlisberger, Gümligen BE; Susi e Ueli Berger
- 1981 Schubladenstapel, Röthlisberger, Gümligen BE; Susi e Ueli Berger
- 1985 Schweizerstuhl, Tenta-Werke, Hasle-Rüegsau

## Mostre (selezione)
- 1999-2001 Museum für Gestaltung Zurigo, Mostra monografica nel deposito visitabile Werkschau Berger: Möbel und Objekte (com Susi Berger)
- 2007 Kunstmuseum Berna, Mosztra personale Susi Berger. Anonyme Skulpturen 1978-2007
- 2018 Museum für Gestaltung Zurigo, Mostra PA-DONG! Die Möbel von Susi und Ueli Berger

## Riconoscimenti
- 2010 Gran Premio svizzero di design per Susi e Ueli Berger, Ufficio federale della cultura, Berna (postumo per Ueli Berger)
- 2017 Berner Design Preis per Susi e Ueli Berger, Berner Designstifung (postumo per Ueli Berger)